# Villa La Mausolea
La Villa La Mausolea si trova in località Soci a Bibbiena, in provincia di Arezzo.

## Storia e descrizione
Antica proprietà dell'eremo di Camaldoli, una villa-fattoria precedente a questa, utilizzata come rifugio per i pellegrini o per i monaci anziani, era stata costruita in altro, vicino luogo ed assunse un definitivo aspetto negli anni 1494-1496, per iniziativa del nobile veneziano e generale dell'Ordine camaldolese Pietro Dolfin. La villa, a causa dell'instabilità del terreno, fu distrutta intorno all'inizio del Seicento, e ricostruita in luogo vicino ma più sicuro, tra 1647 e 1650.
Un portale centinato del XVIII secolo con un cancello recante lo stemma camaldolese si apre in un piazzale lastricato. Preceduta da una scalinata a ventaglio, la facciata è scandita da una loggia a tre arcate, di cui la centrale racchiude un orologio in pietra. 
All'interno del portale principale è un atrio: al centro del soffitto si trova un affresco seicentesco con San Romualdo in gloria. Dall'atrio si accede a due cappelle: quella di sinistra, costruita intorno al 1655 e rivestita di damasco rosso, conserva una tela seicentesca con la Madonna del Rosario in gloria tra i Santi Romualdo e Michele Pini; incassata al centro della volta è una piccola tela con San Giorgio e il drago forse di Vincenzo Bonilli, databile alla metà del Cinquecento e proveniente probabilmente dall'antica villa. Nella cappella di destra, un dipinto con San Romualdo (XVIII secolo).
Nella sala conferenze è conservato l'altare maggiore barocco, intagliato e dorato, proveniente dalla chiesa dell'Eremo di Camaldoli, recante la tela con l'Incoronazione della Vergine tra i Santi Benedetto e Romualdo di Niccolò Cassana, del 1697, l'unica sua opera di soggetto sacro che si conosca. L'opera fu commissionata dal Gran Principe Ferdinando de' Medici per donarla all'Eremo in cambio del Cristo in gloria e Santi di Annibale Carracci, oggi alla Galleria Palatina.
Nella villa è custodita anche una tela di Pietro Marchesini con la Madonna in Gloria e Santi, del 1742.